# U-A (1938)
U-A (нім. U A) — військовий корабель, підводний човен типу «Ау» Крігсмаріне у роки Другої світової війни.
Підводний човен U-A був замовлений турецьким урядом, як головний у серії з чотирьох підводних човнів для підводного флоту ВМС Туреччини, як модернова версія німецького підводного човна океанського типу IX. Човен був закладений 10 лютого 1937 року на верфі компанії Friedrich Krupp Germaniawerft у Кілі, як «Батірей» (тур. Batiray). 28 серпня 1938 року він був спущений на воду, але човен був конфіскований нацистським урядом на потребу власного флоту та 20 вересня 1939 року корабель увійшов до складу ВМС нацистської Німеччини.
U-A службу розпочав у складі 7-ї флотилії ПЧ, з квітня 1941 року переведений до 2-ї флотилії з базуванням у Лор'яні. У грудні того ж року повернутий до 7-ї флотилії, з серпня 1942 року — у складі навчальної школи підводників у Готенгафені. В березні 1943 року перейшов до Штеттіна у 4-ту флотилію ПЧ, у листопаді 1944 — в 24-ій навчальній флотилії, з січня 1945 року — у 18-ій флотилії, з березня 1945 року — знову у 24-ій флотилії. Загалом здійснив 9 бойових походів в Атлантичний океан, у яких потопив 7 суден противника сумарною водотоннажністю 40 706 брутто-реєстрових тонн, зокрема британський допоміжний крейсер «Анданія» (13 950 GRT) і пошкодив 1 судно (7 524 тонни).
У березні 1941 року при спробі атаки конвою OB 293 з 37 суден, котрі прямували з Ліверпуля до портів Північної Америки, британські кораблі затопили U-70, ймовірно в ході переслідування був знищений U-47 та «Волверіном» був пошкоджений U-A.

## Командири
- Капітан-лейтенант Ганс Когауш (20 вересня 1939 — 31 жовтня 1940)
- Корветтен-капітан Ганс Екерманн (1 листопада 1940 — 14 лютого 1942)
- Корветтен-капітан Ганс Когауш (15 лютого — 14 травня 1942)
- Оберлейтенант-цур-зее Ебергард Шнор (15 травня — 9 серпня 1942)
- Корветтен-капітан Фрідріх Шефер (10 серпня 1942 — 22 березня 1943)
- Корветтен-капітан Георг Петерс (23 березня 1943 — 14 квітня 1944)
- Оберлейтенант-цур-зее граф Ульріх-Філіпп фон унд цу Арко-Ціннеберг (15 квітня 1944 — 15 березня 1945)

## Перелік затоплених U-A суден у бойових походах
| Дата           | Назва корабля | Тип                                  | Тоннаж | Вантаж                      | Екіпаж | Загинули | Країна                | Конвой |
| -------------- | ------------- | ------------------------------------ | ------ | --------------------------- | ------ | -------- | --------------------- | ------ |
| 16 червня 1940 | HMS Andania   | Допоміжний крейсер (колишній лайнер) | 13,950 |                             | 347    | 0        | Британська імперія    |        |
| 26 червня 1940 | Crux          | Торговий теплохід                    | 3,828  | 6300 тонн патентного палива | 30     | 0        | Норвегія              | OG-34  |
| 14 липня 1940  | Sarita        | Паровий танкер                       | 5,824  | Баласт                      | 29     | 0        | Норвегія              |        |
| 3 серпня 1940  | Rad           | Торговий пароплав                    | 4,201  | Хімікати                    | 29     | 0        | Королівство Югославія |        |
| 15 серпня 1940 | Aspasia       | Торговий пароплав                    | 4,211  | Марганцева руда             | 19     | 19       | Королівство Греція    |        |
| 19 серпня 1940 | Kelet         | Торговий пароплав                    | 4,295  | Баласт                      | 74     | 6        | Угорське королівство  |        |
| 20 серпня 1940 | Tuira         | Торговий пароплав                    | 4,397  | Вугілля                     | 32     | 2        | Панама                | OB-198 |